# شهرستان الشرقت، عراق
شهرستان الشرقت (به عربی: قضاء الشرقاط) یک شهرستان‌های عراق در عراق است که در استان صلاح‌الدین واقع شده‌است.